# Bassirou N'Diaye
Bassirou M'Backé N'Diaye (15 febbraio 2002) è un calciatore senegalese, attaccante del Lorient 2.

## Carriera
N'Diaye è cresciuto nel club senegalese dell'AF Darou Salam. Nel marzo 2021 è stato acquistato dal Sochaux che lo ha assegnato alla propria seconda squadra. Dopo una stagione di assestamento, nel campionato 2022-2023 si è messo in mostra segnando 20 gol in 22 partite.
Il 10 luglio 2023 è stato acquistato a titolo definitivo dal Lorient. Inizialmente assegnato alla seconda squadra, ha debuttato in Ligue 1 l'8 ottobre nell'incontro pareggiato 3-3 contro l'Olympique Lione.

## Statistiche

### Presenze e reti nei club
Statistiche aggiornate al 14 novembre 2023.
| Stagione        | Squadra         | Campionato      | Campionato | Campionato | Coppe nazionali | Coppe nazionali | Coppe nazionali | Coppe continentali | Coppe continentali | Coppe continentali | Altre coppe | Altre coppe | Altre coppe | Totale | Totale | Totale |
| Stagione        | Squadra         | Comp            | Pres       | Reti       | Comp            | Pres            | Reti            | Comp               | Pres               | Reti               | Comp        | Pres        | Reti        | Pres   | Reti   |        |
| --------------- | --------------- | --------------- | ---------- | ---------- | --------------- | --------------- | --------------- | ------------------ | ------------------ | ------------------ | ----------- | ----------- | ----------- | ------ | ------ | ------ |
| 2021-2022       | Sochaux 2       | N3              | 17         | 3          |                 | -               | -               |                    | -                  | -                  |             | -           | -           | 17     | 3      |        |
| 2022-2023       | Sochaux 2       | N3              | 22         | 20         |                 | -               | -               |                    | -                  | -                  |             | -           | -           | 22     | 20     |        |
| 2023-2024       | Lorient 2       | N2              | 5          | 3          |                 | -               | -               |                    | -                  | -                  |             | -           | -           | 5      | 3      |        |
| 2023-2024       | Lorient         | L1              | 5          | 0          | CF              | 0               | 0               |                    | -                  | -                  |             | -           | -           | 5      | 0      |        |
| Totale carriera | Totale carriera | Totale carriera | 49         | 26         |                 | 0               | 0               |                    | -                  | -                  |             | -           | -           | 49     | 26     |        |

## Palmarès

### Club

#### Competizioni nazionali
- Coppa Svizzera: 1

Servette: 2023-2024